# Piotr Świeboda
Piotr Świeboda (ur. 9 stycznia 1961) – polski były kierowca rajdowy, zwycięzca jednego rajdu w klasyfikacji RSMP, dwukrotny (1996, 1998) mistrz Polski w grupie N.

## Kariera[1][2]

### 1983-1993
Piotr Świeboda sportową karierę rozpoczął w 1983 roku za kierownicą Fiata 126p, który należał do jego matki. W RSMP zadebiutował w roku 1988 FSO 1500. W 1990 roku przesiadł się na Poloneza 1600. Rok później tym samochodem zdobył tytuł Mistrza Polski w klasie A-13. W tym czasie jego pilotem był Wojciech Nosalik, który później sam usiadł za kierownicą.
W 1992 roku Świeboda zmienia sprzęt i pilota – na prawym fotelu charakterystycznej zielonej Łady Samary zasiadła Malina Wiechowska, jeżdżąca wcześniej z Piotrem Kufrejem. Sezon ten był jednak fatalny dla kierowcy z Automobilklubu Śląskiego – mimo że często prowadził w swojej klasie, awarie samochodu przekreslały jego szanse na dobry wynik.
W 1993 roku Świeboda znacznie poprawił przygotowanie rosyjskiego samochodu, co zaowocowało tytułem mistrza Polski w klasie A-8.

### 1994
Przed Rajdem Krakowskim załoga Świeboda – Wiechowska zostaje zaangażowana do zespołu Żywiec Rally Team. Mieli do wyboru N-grupowego Forda Sierrę Cosworth 4x4 lub A-grupowego Opla Kadetta GSi. Wybór padł na drugi samochód. Walka z dominującymi w tym sezonie w "ośce" samochodami Renault Clio była bardzo trudna – Świeboda ani razu nie wygrał klasy (Bogdan Herink na Clio Williams był w tamtym roku nie do zatrzymania, miał też problemy z pokonaniem Andrzeja Kopera), jednak udało mu się wywalczyć trzecie miejsce w klasie A-7 oraz Pucharze PZMot grupy A dzięki bardzo regularnej jeździe (skończył pięć rajdów i tylko na Dolnośląskim nie zmieścił się na podium). W klasyfikacji generalnej RSMP Świeboda był 11.

### 1995
Piotr Świeboda kolejny sezon zaczął za kierownicą A-grupowego Kadetta (jednak już nie w teamie Żywca), jednak nie skończył Rajdu Krakowskiego. Na Rajd Kormoran przywiózł inny samochód – był to Opel Kadett, ale przygotowany w klasie N-3. Tym samochodem wygrał ów szutrowy rajd w swojej kategorii. Na Rajd Elmot Świeboda przywiózł jeszcze inny samochód – N-grupowego Opla Astrę, którym jeździł już do końca sezonu. W swojej kategorii punkty zdobył w Rajdach Gemer i Wisły. Sezon zakończyły na 4. miejscu w N-3 (ex aequo z Jarosławem Pinelesem), 6. pozycji w F-2, 9. miejscu w grupie N i 19. w klasyfikacji generalnej (ex aequo z Markiem Sadowskim i Adamem Migaczewskim).

### 1996
W roku 1996 Świeboda przesiadł się do mocniejszego samochodu – Mitsubishi Lancera Evo III. Zmienił także pilota – na prawym fotelu zasiadł Andrzej Górski. Został zaangażowany do zespołu Tedexa. Sezon ten był dla kierowcy Automobilklubu Śląskiego rewelacyjny – wygrał w grupie N wszystkie rajdy, które skończył (a był na mecie czterech z siedmiu rajdów w sezonie), dwa z nich (Krakowski i Karkonoski) skończył na trzecim miejscu w klasyfikacji generalnej. To wystarczyło do zdobycia tytułu mistrzowskiego w grupie N i zajęcia 5. miejsca w końcowej punktacji RSMP.

### 1997
W roku 1997 Świeboda pozostał przy Lancerze Evo III. Odniósł sukces w Rajdzie Tatry rozgrywanym na Słowacji – dał się wyprzedzić tylko Słowakowi Igorowi Drotarowi, a wśród kierowców RSMP był najlepszy. Na podium w klasyfikacji generalnej skończył jeszcze dwa rajdy, co pozwoliło zająć mu 3. miejsce na koniec sezonu. Wśród kierowców grupy N przez cały sezon walczył łeb w łeb z Leszkiem Kuzajem. O tytule Mistrza Polski w grupie N dla krakowianina zadecydowały dwa punkty zdobyte przez niego w Rajdzie Krakowskim i skończony jeden rajd więcej od Świebody.

### 1998-1999
W 1998 roku Piotr Świeboda wystartował nowszym Lancerem Evo IV, Andrzeja Górskiego na prawym fotelu zastąpił Artur Skorupa. Jego najpoważniejszym konkurentem był znakomicie jeżdżący w grupie N Robert Herba. Rzeczywiście, w całym sezonie obaj dali wygrać "enkę" tylko raz Wojciechowi Zaborowskiemu. Pozostałymi zwycięstwami podzielili się po równo – obaj wygrali po trzy rajdy w grupie N. Świeboda jednak wszystkie pozostałe imprezy kończył na 2. miejscu w "ence", a Herbie zdarzały się dalsze miejsca, co zadecydowało o drugim tytule mistrza Polski grupy N dla zawodnika Automobilklubu Śląskiego. W klasyfikacji generalnej tylko raz zmieścił się na podium – był trzeci w Rajdzie Zimowym – co jednak wystarczyło do zajęcia po raz drugi z rzędu 3. miejsca na koniec sezonu.
Mimo tak dobrych wyników Świeboda w 1999 roku pojawił się tylko raz – na starcie Rajdu Zimowego. Miał prowadzić Lancera Evo III, na fotelu pilota miał Krzysztofa Winkowskiego. Załoga nie przejechała nawet jednego OS-u, a Świebody więcej na rajdowych trasach już nie zobaczyliśmy.